# Canton de Dunkerque-1
Le canton de Dunkerque-1 est une circonscription électorale française du département du Nord créée par le décret du 17 février 2014. Il tient lieu de circonscription d'élection des conseillers départementaux et entre en vigueur lors des élections départementales de 2015.

## Histoire
Un nouveau découpage territorial du département du Nord entre en vigueur à l'occasion des premières élections départementales suivant le décret du 17 février 2014. Les conseillers départementaux sont, à compter de ces élections, élus au scrutin majoritaire binominal mixte. Les électeurs de chaque canton élisent au Conseil départemental, nouvelle appellation du Conseil général, deux membres de sexe différent, qui se présentent en binôme de candidats. Les conseillers départementaux sont élus pour 6 ans au scrutin binominal majoritaire à deux tours, l'accès au second tour nécessitant 12,5 % des inscrits au 1er tour. En outre la totalité des conseillers départementaux est renouvelée. Ce nouveau mode de scrutin nécessite un redécoupage des cantons dont le nombre est divisé par deux avec arrondi à l'unité impaire supérieure si ce nombre n'est pas entier impair, assorti de conditions de seuils minimaux. Dans le Nord, le nombre de cantons passe ainsi de 79 à 41.
Le canton de Dunkerque-1 hérite des fractions de la commune de Dunkerque des anciens cantons de Grande-Synthe et Dunkerque-Ouest. Il est entièrement inclus dans l'arrondissement de Dunkerque. Le bureau centralisateur est situé à Dunkerque.

## Représentation
| Période élective | Période élective | Mandat | Mandat | Identité             | Nuance | Nuance | Qualité |
| ---------------- | ---------------- | ------ | ------ | -------------------- | ------ | ------ | --- |
| 2015             | 2021             | 2015   | 2021   | Roméo Ragazzo        |        | PS     | Retraité de l'Éducation nationale Maire de Fort-Mardyck de 1989 à 2010, Maire délégué de Fort-Mardyck de 2010 à 2020, Vice-président de la communauté urbaine de Dunkerque de 1989 à 2014, Conseiller général du Canton de Grande-Synthe de 1998 à 2015, Conseiller commaunautaire de Dunkerque Grand Littoral de 2014 à 2020. |
| 2015             | 2021             | 2015   | 2021   | Virginie Varlet      |        | PS     | Référente famille Adjointe au maire de la commune associée de Saint-Pol-sur-Mer de juillet 2017 à juin 2020,. |
| 2021             | 2028             | 2015   | 2021   | Grégory Bartholoméus |        | DVG    | Chargé de mission au Conseil départemental du Nord. Maire délégué de Fort-Mardyck depuis 2020. |
| 2021             | 2028             | 2015   | 2021   | Christine Decodts    |        | DVG    | Adjointe au maire de Dunkerque depuis 2020, Députée de la 13e circonscription du Nord depuis le 19 juin 2022. |

### Résultats détaillés

#### Élections de mars 2015
À l'issue du 1er tour des élections départementales de 2015, deux binômes sont en ballottage : Adrien Nave et Angélique Verbecke (FN, 43,65 %) et Roméo Ragazzo et Virginie Varlet (PS, 29,36 %). Le taux de participation est de 48,77 % (18 001 votants sur 36 912 inscrits) contre 46,81 % au niveau départemental et 50,17 % au niveau national.
À l'issue du 2e tour des élections départementales de 2015, Roméo Ragazzo et Virginie Varlet (PS, 50,92 %) sont élus face au tandem Adrien Nave et Angélique Verbecke (FN, 49,08 %). Le taux de participation est de 51,68 % (18 418 votants sur 36 913 inscrits).

#### Élections de juin 2021
Le premier tour des élections départementales de 2021 est marqué par un très faible taux de participation (33,26 % au niveau national). Dans le canton de Dunkerque-1, ce taux de participation est de 26,93 % (9 561 votants sur 35 505 inscrits) contre 30,39 % au niveau départemental. À l'issue de ce premier tour, deux binômes sont en ballottage : Adrien Nave et Angelique Verbecke (RN, 35,03 %) et Grégory Bartholoméus et Christine Decodts (Union à gauche, 25,19 %).
Le second tour des élections est marqué une nouvelle fois par une abstention massive équivalente au premier tour. Les taux de participation sont de 34,36 % au niveau national, 31,01 % dans le département et 28,94 % dans le canton de Dunkerque-1. Grégory Bartholoméus et Christine Decodts (Union à gauche) sont élus avec 54,63 % des suffrages exprimés (5 179 voix pour 10 279 votants et 35 521 inscrits),,. 
À l'issue du 2e tour des élections départementales de 2021, Grégory Bartholoméus et Christine Decodts (Union à gauche, 54,63 %) sont élus face au tandem  Adrien Nave et Angelique Verbecke (RN, 45,37 %).

## Composition
| Nom                               | Code Insee | Intercommunalité | Superficie (km2) | Population (dernière pop. légale)                | Densité (hab./km2) | Modifier                                    |
| --------------------------------- | ---------- | ---------------- | ---------------- | ------------------------------------------------ | ------------------ | ------------------------------------------- |
| Dunkerque (bureau centralisateur) | 59183      | CU de Dunkerque  | 43,89            | Fraction : 51 839 (2022) Commune : 87 013 (2022) | 1 983              | modifier les données · modifier les données |
| Canton de Dunkerque-1             | 5916       |                  |                  | 51 839 (2022)                                    |                    | modifier les données                        |

Le canton de Dunkerque-1 est composée de la partie de la commune de Dunkerque située à l'est de la limite territoriale de la commune de Grande-Synthe et à l'ouest d'une ligne définie par l'axe des voies et limites suivantes : depuis le littoral, ligne droite dans la continuité de l'avenue de la Libération-Henry-Loorius, digue des Alliés, rue de la Plage, place Paul Asseman, avenue de la Libération-Henry-Loorius, avenue des Bains, rue Godefroy-d'Estrades, pont Carnot, rue du 110e-Régiment-d'Infanterie, rue des Arbres, rue Jules-Hocquet, rue de l'Est, rue Benjamin Morel, place Calonne, rue Lavoisier, rue du Sud, rue Thiers, avenue Guynemer, rue de l'Ecluse-de-Bergues, rue du Ponceau, rond-point de l'Arrière-Port, rue Belle-Vue, rue du Magasin-Général, route de l'Ile-Jeanty, quai de Mardyck, quai aux Bois, quai de la Concorde, rue du Pont-Royal, quai des Jardins, rue de la Cunette, boulevard Victor-Hugo, pont Gutenberg, jusqu'à la limite territoriale de la commune de Coudekerque-Branche.
Concrètement, s'y trouvent :
- La commune associée de Saint-Pol-sur-Mer.
- La commune associée de Fort-Mardyck.
- Petite-Synthe.
- Dunkerque-Sud.
- La Victoire.
- Les quartiers de Dunkerque-Centre suivants :
  - Le Centre-Ville.
  - Le Grand-Large.
  - La Citadelle.
  - La moitié occidentale de Saint-Gilles.

## Démographie
En 2022, le canton comptait 51 839 habitants, en évolution de −0,84 % par rapport à 2016 (Nord : +0,51 %, France hors Mayotte : +2,11 %).
| 2013   | 2018   | 2022   |
| ------ | ------ | ------ |
| 52 932 | 51 013 | 51 839 |